# 青龙山街道 (巩义市)
青龙山街道，是中华人民共和国河南省郑州市巩义市下辖的一个乡镇级行政单位。
原为北山口镇，2024年，河南省人民政府批准撤销北山口镇设立青龙山街道。

## 行政区划
青龙山街道下辖以下地区：
老井沟村、山川村、东码村、西头村、西河村、底沟村、北湾村、北山口村、南官庄村、铁匠炉村、白河村、水地河村和白窑村。